# Bocas Ordinárias
| Críticas profissionais | Críticas profissionais |
| Avaliações da crítica  | Avaliações da crítica  |
| Fonte                  | Avaliação              |
| ---------------------- | ---------------------- |
| Revista "Isto É Gente" | [ 1 ]                  |
| Galeria Musical        | [ 2 ]                  |

Bocas Ordinárias é o quinto álbum da banda brasileira Charlie Brown Jr., lançado em 2002. Segundo Chorão, o álbum seria uma continuação do álbum anterior, no sentido de ter mais rock do que os outros álbuns. O álbum vendeu 500 mil cópias, rendendo um disco de ouro à banda.
O álbum gerou dois singles, "Papo Reto (Prazer é Sexo, o Resto é Negócio)" e "Só por uma Noite", esta última incluída na trilha sonora da décima temporada da série Malhação, em 2003. Também foi neste álbum que a banda gravou a primeira cover de sua carreira, "Baader-Meinhof Blues", da Legião Urbana.

## Faixas
| N.º | Título                                                                       | Duração |  |
| 1.  | "Papo Reto (Prazer é Sexo, o Resto é Negócio)"                               | 3:30    |  |
| 2.  | "Hoje Eu Só Procuro a Minha Paz"                                             | 4:12    |  |
| 3.  | "Baader-Meinhof Blues" (Legião Urbana cover)                                 | 2:53    |  |
| 4.  | "Só por uma Noite"                                                           | 3:23    |  |
| 5.  | "My Mini Ramp"                                                               | 2:12    |  |
| 6.  | "Bocas Ordinárias, Guerrilha"                                                | 4:16    |  |
| 7.  | "Não Fure os Olhos da Verdade"                                               | 2:47    |  |
| 8.  | "Sou Quem Eu Sou (O Que é Seu Também é Meu e o Que é Meu Não é Nosso)"       | 3:19    |  |
| 9.  | "Com Minha Loucura Faço Meu Dinheiro, Com Meu Dinheiro Faço Minhas Loucuras" | 2:28    |  |
| 10. | "Somos Poucos Mas Somos Loucos"                                              | 5:30    |  |
| 11. | "Com a Boca Amargando"                                                       | 5:04    |  |
| 12. | "Tarja Preta"                                                                | 2:46    |  |

## Formação
- Chorão: vocal
- Champignon: baixo
- Marcão Britto: guitarra
- Renato Pelado: bateria